# Rüknettinköy, Mengen
Rüknettin là một xã thuộc huyện Mengen, tỉnh Bolu, Thổ Nhĩ Kỳ. Dân số thời điểm năm 2010 là 80 người.